# 崔玉贵

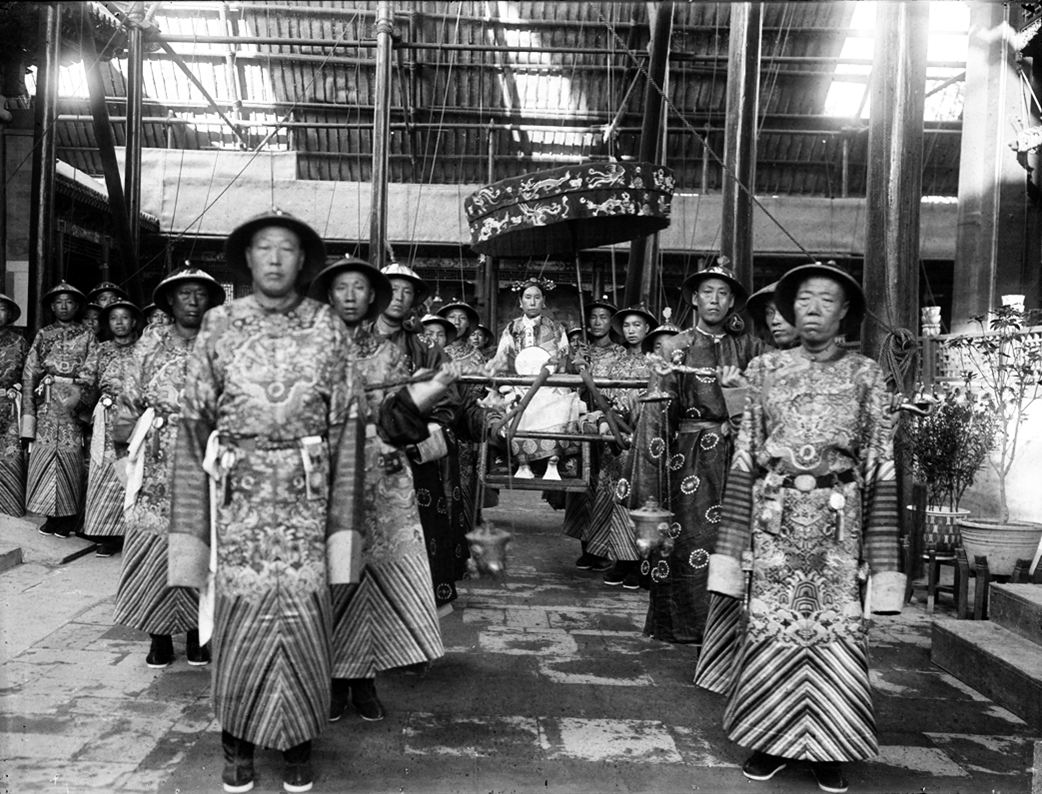
慈禧太后在颐和园仁寿殿前乘舆照。前排左为崔玉贵，右为李连英

崔玉贵（1860年—1926年），原名崔治世（又说崔玉玺，崔瑞堂），字建堂，乳名占群，直隶河间县崔张吉村人（今河北大城县境内），清末宦官，慈禧权监之一。

## 生平
崔玉贵12岁在家乡净身后进京。先在庆王府当太监，后来宫内成立戏班子，崔的武功絕頂，被举荐进宫在升平署戏班演戏，讨慈禧太后喜欢，从此得以发迹。光绪年间升任二总管，授三品衔，亮蓝顶戴。
1900年（清光绪二十六年），八国联军入侵京师，慈禧在带光绪皇帝逃亡前，以「防止珍妃遭洋人毒手」為由，命崔玉贵把珍妃塞进井中溺死。崔玉贵令手下王杰三实施，随后跟慈禧逃往西安。
恽毓鼎在其《崇陵传信录》里这样写道——

七月二十日，英軍陷京師。翌日，聯軍繼之。兩宮黎明倉皇乘民車出德勝門。甫出門，白旗遍城上矣。太后御夏衣，挽便髻，上御青綢衫，皇后及大阿哥隨行，妃嬪罕從者。瀕行，太后命崔閹自三所出珍妃（三所在景遠門外），推墮井中。初，珍妃聰慧，得上心。幼時讀書家中，江西文廷式為之師，頗通文史。廷式以庚寅第三人及第，妃屢為上道之。甲午大考翰詹，上手廷式卷授閱卷大臣，拔置第一，擢侍讀學士，充日講官。廷侍感奮，驟言事。遼東敗聞亟，廷式合朝臣聯銜上疏，請起恭親王主軍國事。太后素不善恭王所為，上力請而用之。內監或構蜚語，譖妃干預外廷事，太后怒杖之，囚三所，僅通飲食。妃兄禮部侍郎志銳謫烏里雅蘇臺，上由是悒悒寡歡。聯軍入，日本軍護禁城，內廷晏然，乃出妃屍於井。淺葬京西田村。（朱學士祖謀、王給諫鵬遠賦《落葉詞》以紀其事。余亦賦詩云：「金井一葉墮，淒涼瑤殿旁。殘枝未零落，映日有輝光。溝水空流恨，霓裳與斷腸。何如澤畔草，猶得宿鴛鴦。」）
王照在其《方家园杂咏纪事》里写道——

外兵逼京，太后将奔。先命诸阉掷珍妃于井中。诸阉皆不敢行。二总管崔玉贵曰：都是松小子嗨。我去。于是玉贵拉珍妃赴井口。珍妃跪地，求一见老佛爷之面而死。玉贵曰：靡那些说的。一脚踢之入井。又下以石。辛丑回銮后，上始知之。惟悬妃之旧帐于密室，不时徘徊帐前饮泣而已。
1901年（光绪二十七年）《辛丑条约》签订后，慈禧先派崔玉贵回京查看情况，见留京的嫔妃宫女等果然安然无恙，慈禧太后遂與光绪帝于1902年（光绪二十八年一月）回到北京。
慈禧为安抚光绪帝，派人把珍妃的尸体打捞上来，重新装殓，厚葬，并把罪责推在崔玉贵身上。按理这是死罪，但只是削去崔玉贵二总管的职务，送回庆王府。不久，崔玉贵又回到皇宫，在慈禧太后身边伺候。1908年慈禧光绪死后，崔玉贵出宫，给立马关帝庙捐680亩地，就跟服侍他的徒弟住在庙里，以种稻为生，1926年（民国15年）因疽发背病死在立马关帝庙太监大院，葬在北京西郊金山宝藏寺墓地。

## 家族
- 乾爹：桂祥[2]

## 影視形象
- 盧海鵬 飾 崔玉桂（《清宮殘夢》）
- 凌腓力 飾 崔玉貴（《滿清十三皇朝》）
- 薛文成 飾 崔玉貴（《歡喜遊龍》）
- 陳榮峻 飾 崔玉貴（《公公出宮》）
- 陳榮峻 飾 崔玉貴（《末代御醫》）